# いずみ哨
いずみ 哨（いずみ しょう、3月27日 - ）は、日本の漫画家。血液型はA型。

## 概要
主に少女向けの雑誌で作品を描いている。近代映画社からかつて刊行されていた『エルティーンコミック』、『プチもも』に『AIノチカラ』シリーズが連載されていた。内容は女子高生の主人公が背伸びしながらも家庭教師の先生との恋愛を徐々にエスカレートさせていく内容であった。『プチもも』では表紙を飾り、看板作家として活躍し、『プチもも』の有終の美を飾った。
タレントの村上綾歌の友人であり、公式サイトのリンクページからは村上の公式サイト「電脳村上組」へのリンクが貼られている。

## 主な商業作品
『AIノチカラ』シリーズ
- 『先生・いっぱい愛して!!』近代映画社、2003年（平成15年）7月、ISBN 978-4764819900）
- 『先生・もっとキスして!!』近代映画社、2003年（平成15年）10月、ISBN 978-4764819979）
- 『先生・結婚しよっ!!』近代映画社、2004年（平成16年）4月15日、ISBN 978-4764820128）